# Дадзайфу

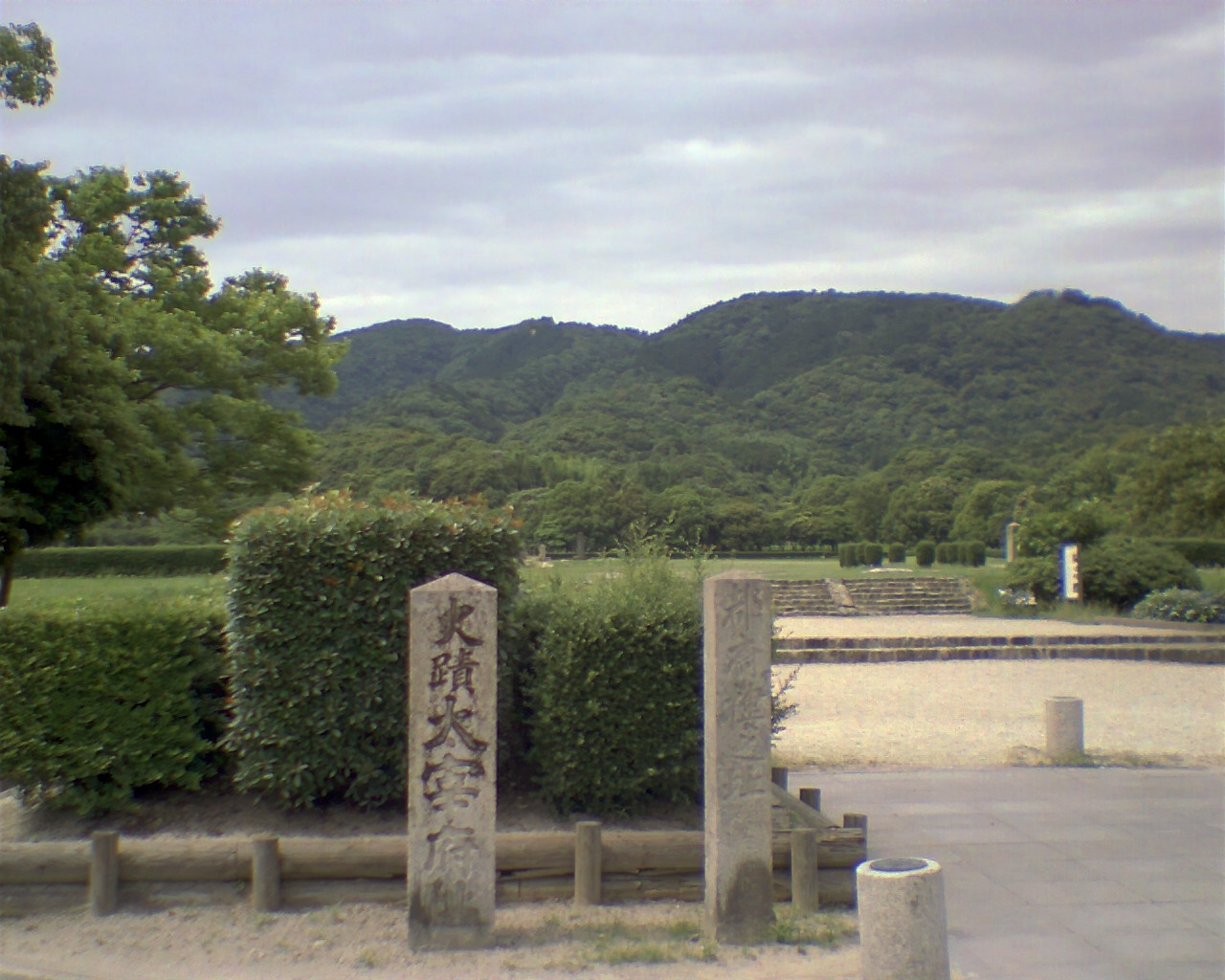
Руїни Дадзайфу (Дадзайфу, Фукуока)

Дадзайфу (яп. 大宰府, だざいふ, «уряд великого управителя») — регіональна адміністративна установа в системі ріцурьо стародавньої Японії VII — XI століть, що керувала справами дев'яти провінцій острова Кюсю, островами Ікі та Цусіма, а також відповідала за прийом іноземних послів зі Східної Азії та завідувала прибережною обороною західних регіонів країни.
Розташовувалась на півночі острова Кюсю, в провінції Тікудзен, на території сучасного міста Дадзайфу префектури Фукуока.
Головою Дадзайфу був чиновник 4-го рангу, який називався «провідником» (яп. 帥, соті). Обрядовими справами адміністрації завідував «священник» (яп. 主神, кандзукаса). З X століття на посаду голови Дадзайфу призначали виключно дітей Імператора чоловічої статі.
В XI столітті разом із занепадом системи ріцурьо та централізованої влади Імператора Дадзайфу перестав відігравати роль керівного відомства острова Кюсю.